# Another Hostile Takeover
Another Hostile Takeover è il settimo album degli Hanoi Rocks, uscito nel 2005 per l'Etichetta discografica JVC Records.

## Tracce
1. Intro 0:05
2. Back in Yer Face (McCoy, Monroe) 3:34
3. Insert I 0:15
4. Hurt (McCoy, Monroe) 3:53
5. The Devil in You (DJ Alimo, DJ Control, McCoy, Monroe) 3:34
6. Love (McCoy, Monroe) 2:33
7. Talk to the Hand (McCoy, Monroe) 3:38
8. Eternal Optimist (McCoy, Monroe) 3:30
9. Insert II 0:05
10. No Compromise, No Regrets (Monroe, Wilder) 4:00
11. Reggae Rocker (DJ Alimo, DJ Control, McCoy, Monroe) 4:18
12. You Make the Earth Move (McCoy, Monroe) 3:34
13. Insert III 0:10
14. Better High (McCoy, Monroe) 3:20
15. Dear Miss Lonely Hearts (Bain, Lynott) 3:27 (Thin Lizzy Cover)
16. Insert IV 0:12
17. Center of My Universe (McCoy, Monroe) 4:46

## Formazione
- Michael Monroe - voce, sassofono, armonica, chitarra, tastiere, percussioni
- Andy McCoy - Chitarra Solista, cori
- Conny Bloom - chitarra, cori
- Andy Christell - basso, cori
- Lacu - batteria, percussioni